# Производное соединение
В химии производное — это соединение, полученное из структурно схожего вещества в результате химической реакции.
Ранее производными также называли любое соединение, которое теоретически может быть образовано из другого соединения, если один атом или группу атомов заменить другим атомом или группой атомов. Современная химия использует в таком контексте термин «структурный аналог», тем самым устраняя двусмысленность. Понятие «структурный аналог» распространено в органической химии.
В биохимии производными называют соединения, которые, по крайней мере теоретически, могут быть образованы из соединения- прекурсора.
Химические производные могут быть использованы для облегчения анализа. Например, анализ температуры плавления (ТП) может помочь в идентификации многих органических соединений. Например, можно синтезировать кристаллическое производное, такое как семикарбазон или 2,4-динитрофенилгидразон (полученный из альдегидов или кетонов). Это довольно простой способ проверки подлинности исходного соединения, при условии, что доступна таблица значений ТП производных. До появления спектроскопического анализа такие методы имели широкое применение.